# Il segreto di Rahil
Il segreto di Rahil è un film drammatico del 2007, diretto, sceneggiato e prodotto dalla scrittrice Cinzia Bomoll.
Il film racconta di una dodicenne araba che combatte la sua personale battaglia per diventare una donna indipendente.
Distribuito col titolo Rahil's secret nel 2007 negli Stati Uniti, Canada su Netflix, on demand e in home video sottotitolato in inglese dalla Vanguard Cinema. Dal maggio 2021 il film è su Amazon Prime italia.

## Trama
Rahil ("nomade" in iracheno) è una ragazzina di 12 anni che cammina in bilico sui binari del treno verso la direzione che la porterà a divenire donna. Lungo il suo percorso incontra personaggi e figure femminili con cui rapportarsi e confrontarsi per ciò che lei stessa è e sarà. Nel suo nome c'è forse da sempre delineato il suo destino; nel suo passato un segreto difficile da portarsi dentro.

## Riconoscimenti
- 2010 Festival dell'Isola del Cinema:
  - Premio Opera prima[1]
- 2010 Festival terra di Siena:
  - Premio UNICEF
- 2009 Tropea Film Festival:
  - Premio Migliore Attrice Protagonista Lungometraggio (Lorenza Indovina)
  - Premio Migliore Regia Lungometraggio (Cinzia Bomoll)
  - Premio Migliore Sceneggiatura Lungometraggio (Cinzia Bomoll)[2]

- 2007 Maremetraggio:
  - Premio "Ippocampo" Migliore Attrice (Lorenza Indovina)
  - Premio Coraggio al Produttore (Cinzia Bomoll)